# BG Рок ІІ
BG Rock II е първи албум на групите Конкурент и Ера и е издаден съвместно през 1990 г., на практика е първият нецензуриран албум с тежка музика в България и е тотална библиографска рядкост.

### Страна А
Ера
1. Развод 5:40
2. Басня 4:50
3. Къде отиваш 6:12
4. Бюрокрация 4:47

Музиката и текстове: Иван Латинов (1), Любомир Малковски (2,3,4), аранжименти – „Ера“.

### Страна Б
Конкурент
1. Конницата 4:40
2. Чакам други дни 4:39
3. Без изход 6:02
4. Конкурент 4:31

Музика, текст и аранжименти – Емил Анчев и Явор Недев